# Erna Huber
Erna Huber (* 16. Juni 1910 in München; † 15. Juni 1991) war eine deutsche Bibliothekarin.

## Wirken
Erna Huber absolvierte zunächst die Ausbildung für den gehobenen Bibliotheksdienst, legte 1931 die Prüfung als Diplom-Bibliothekarin ab und war bis 1942 in dieser Funktion tätig. Anschließend studierte sie Kunstgeschichte, Klassische Archäologie und Geschichte an der Albert-Ludwigs-Universität Freiburg und promovierte dort 1948. Von 1951 bis 1952 war sie dort als wissenschaftliche Assistentin tätig. Von 1953 bis 1954 war sie als wissenschaftliche Assistentin am Institut für Auslandsbeziehungen in Stuttgart tätig. Von 1955 bis 1973 war sie Leiterin der Fürstlich Fürstenbergischen Hofbibliothek in Donaueschingen.
Über viele Jahre hindurch war Erna Huber im Verein für Geschichte und Naturgeschichte der Baar e.V. aktiv.

## Schriften (Auswahl)
- Die Donaueschinger Handschrift 335. Ein Beitrag zum Werk des Jean Colombe. In: Schriften des Vereins für Geschichte und Naturgeschichte der Baar und der angrenzenden Landesteile in Donaueschingen, Bd. 35 (1956), S. 175–185.
- Die Gestaltung der mittelalterlichen Stadt Ellwangen. In: Ellwanger Jahrbuch, Bd. 17 (1956/57), S. 22–62 (Dissertation Universität Freiburg/Br. 1948).
- Ausstellung mittelalterlicher Handschriften und Inkunabeln. Fürstlich Fürstenbergische Hofbibliothek, Donaueschingen 1958.
- Einbandsammlung und Einbandkatalog der Fürstlich Fürstenbergischen Hofbibliothek Donaueschingen. In: Festschrift Ernst Kyriss. Dem Bucheinbandforscher Dr. Ernst Kyriss in Stuttgart-Bad Cannstatt zu seinem 80. Geburtstag am 2. Juni 1961 gewidmet von seinen Freunden. Max Hettler Verlag, Stuttgart 1961, S. 429–446.
- Karl August Barack. In: Max Miller, Robert Uhland (Hrsg.): Schwäbische Lebensbilder. Band 8: Lebensbilder aus Schwaben und Franken. Kohlhammer, Stuttgart 1962, S. 294–304.
- Kunst und Kultur. In: Karl Wacker (Hrsg.): Der Landkreis Donaueschingen (= Schriften des Landkreises Donaueschingen, Bd. 26). Südkurier, Konstanz 1966, S. 231–270.
- (mit Heinz Engels): Das Nibelungenlied und die Klage. Handschrift C der F. F. Hofbibliothek Donaueschingen; [die Handschrift und ihre Provenienz, Kommentar und Transkription der Handschrift C] / Kommentar bearb. von Heinz Engels. [Die Handschrift und ihre Provenienz von Erna Huber]. Müller und Schindler, Stuttgart 1968.
- Die Entenburg zu Pfohren. Vorläufiger Versuch einer Rekonstruktion. In: Schriften des Vereins für Geschichte und Naturgeschichte der Baar und der angrenzenden Landesteile in Donaueschingen, Bd. 28 (1970), S. 18–33.
- Donaueschingen, Fürstlich Fürstenbergische Hofbibliothek. In: Wilhelm Totok (Hrsg.): Regionalbibliotheken in der Bundesrepublik Deutschland (= Zeitschrift für Bibliothekswesen und Bibliographie, Sonderhefte, Bd. 11). Klostermann, Frankfurt/M. 1971, S. 232–236.
- Die Fürstlich Fürstenbergische Hofbibliothek Donaueschingen. In: Librarium. Zeitschrift der Schweizerischen Bibliophilen-Gesellschaft, Bd. 16 (1973), H. 1, S. 7–18.
- Joseph von Laßberg, Ritter und Romantiker. In: Librarium. Zeitschrift der Schweizerischen Bibliophilen-Gesellschaft, Bd. 16 (1973), S. 39–48.
- Kunstgeschichte und Kunstdenkmäler. In: Rainer Gutknecht (Hrsg.): Der Schwarzwald-Baar-Kreis (= Heimat und Arbeit, Bd. 52). Theiss, Stuttgart 1977, ISBN 3-8062-0146-3, S. 139–150.
- Topographie der historischen Sehenswürdigkeiten. In: ebd., S. 151–175.
- Vom Schwarzwald zur Baar. Kunst- und Geschichtsstätten im Schwarzwald-Baar-Kreis. Thorbecke, Sigmaringen 1978, ISBN 3-7995-3705-8.